# Arenas de Lutecia

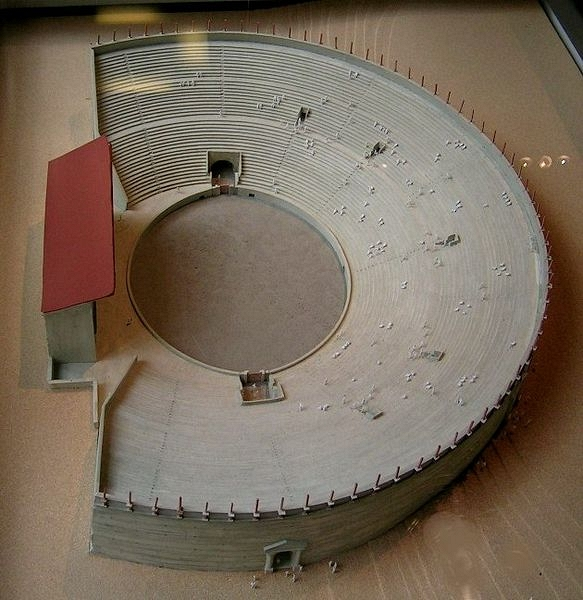
Reconstrucción ideal del anfiteatro de Lutecia.

Las arenas de Lutecia (en francés: Les arènes de Lutèce) son un anfiteatro galo romano situado en el V Distrito de París. Fueron construidas en el siglo I. El lugar se utilizó como teatro y como arena en la que se celebraban todo tipo de combates.

## Historia
Fueron construidas en el siglo I y se mantuvieron activas hasta la primera destrucción de Lutecia por los bárbaros a finales del siglo III. En el año 577 fueron reconstruidas por orden de Chilperico I. También fueron usadas como cementerio. 
El texto más antiguo que hace referencia a la construcción se debe a un monje inglés llamado Alexandre Neckham (1157-1217) que las describió tras un viaje a París en el año 1180. Un acta de 1284 y un texto de Adrien de Valois (1675) también mencionan las Arenas. 
Entre 1860 y 1869 la apertura de la calle Monge permitió a Théodore Vaquer dar con los primeros vestigios del monumento. En realidad los restos fueron descubiertos por la Compagnie générale des omnibus, empresa que deseaba crear en la zona un depósito para tranvías que ponía en peligro la conservación de las mismas. El 27 de julio de 1883, el escritor Victor Hugo dirigió una carta al Presidente del Consejo Municipal de París para defender las Arenas.

« Paris, le 27 juillet 1883,
Monsieur le président,
Il n'est pas possible que Paris, la ville de l'avenir, renonce à la preuve vivante qu'elle a été la ville du passé. Le passé amène l'avenir. Les Arènes sont l'antique marque de la grande ville. Elles sont un monument unique. Le Conseil Municipal qui les détruirait se détruirait en quelque sorte lui-même. Conservez les Arènes de Lutèce. Conservez-les à tout prix. Vous ferez une action utile, et, ce qui vaut mieux, vous donnerez un grand exemple.
Je vous serre les mains. »

París, el 27 de julio de 1883,
Señor Presidente,
no es posible que París, la ciudad del futuro, renuncie a la prueba palpable de que fue ciudad en el pasado. El pasado lleva hacia el futuro. Las Arenas son la antigua marca de la gran ciudad. Son un monumento único. El Consejo Municipal que las destruya se destruirá, en cierto modo, a sí mismo. Conserve las Arenas de Lutecia. Consérvelas cueste lo que cueste. Hará así una acción útil, y, lo que es mejor, dará un gran ejemplo.
Me despido.

Escasos días después el Consejo adquiría los vestigios del anfiteatro modificando la ubicación del depósito previsto. Además las Arenas fueron catalogadas como monumento histórico.
En 1916, fueron desmantelados el tranvía y sus instalaciones, lo que permitió al antropólogo Louis Capitan continuar con las excavaciones una vez concluida la Primera Guerra Mundial. Sin embargo, no le fue posible completar la cavea debido a la construcción de algunos edificios en la zona.

## Descripción
Este anfiteatro con escena podía albergar hasta 17.000 espectadores. La escena del teatro tiene una longitud de casi 42 metros. Los combates entre gladiadores y entre hombres y animales se celebraban en una pista central elíptica de 52,50 por 46,8 metros.

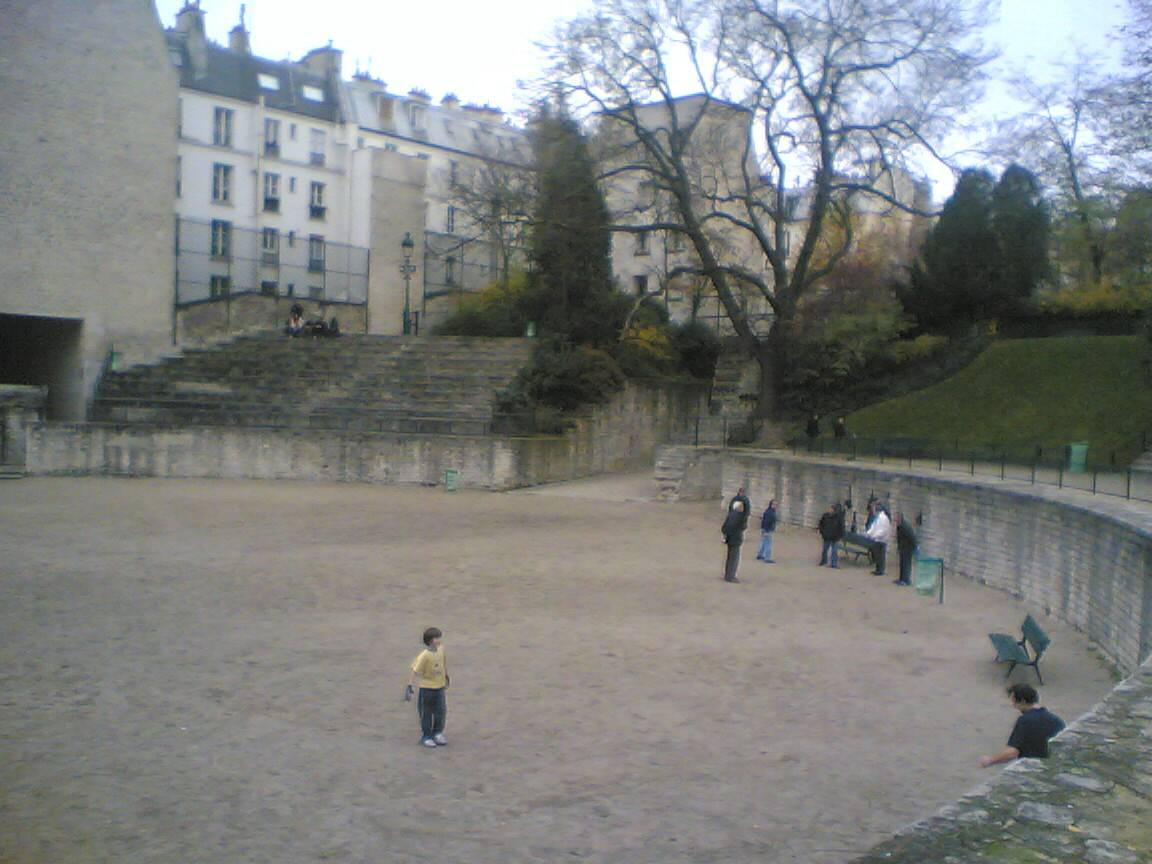
Las arenas.
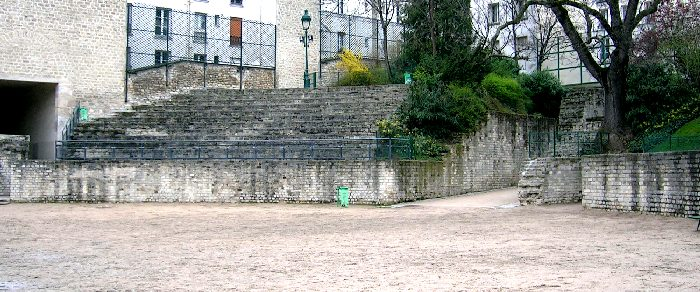
Las arenas zona norte.
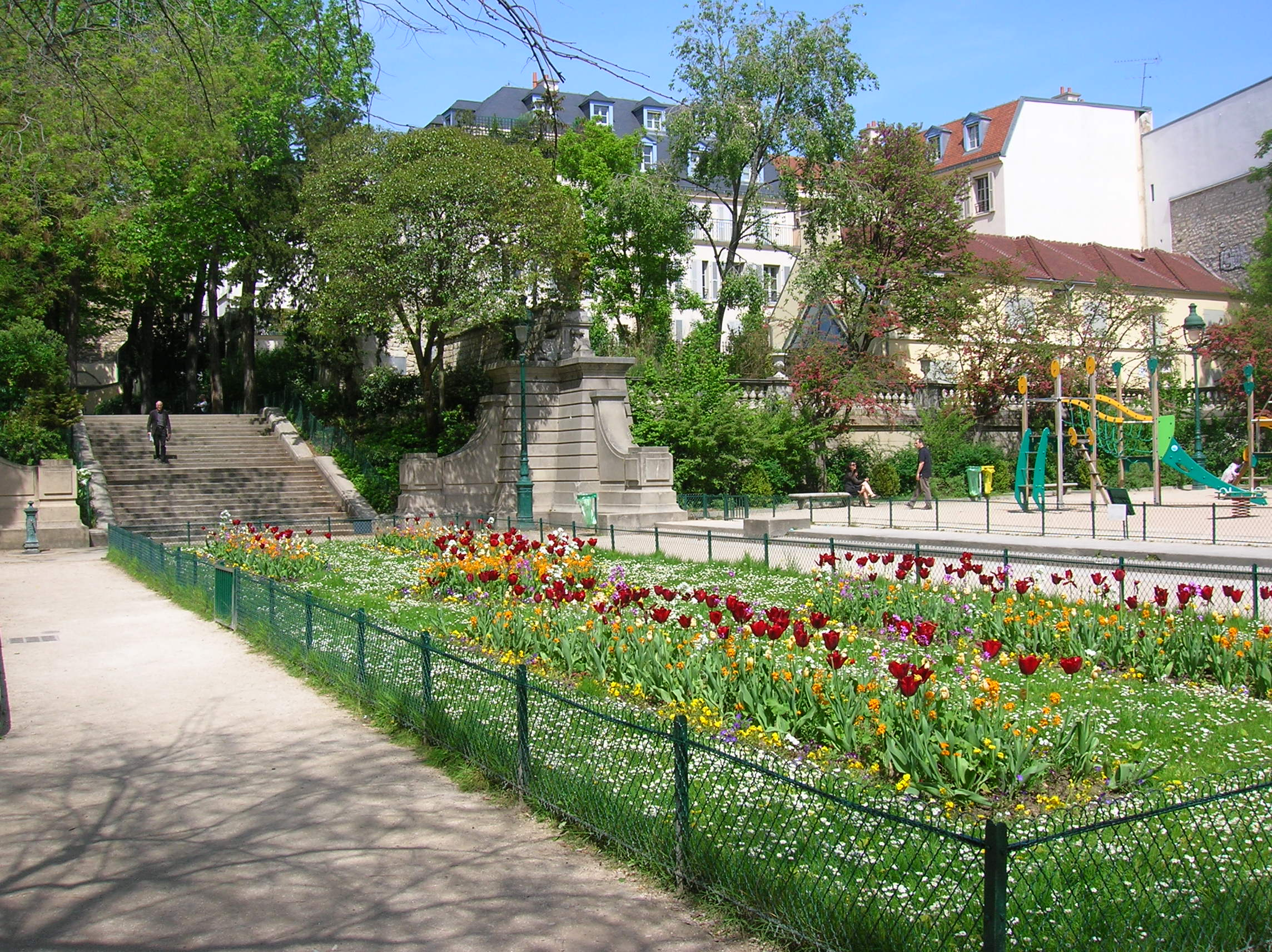
Zona verde ubicada en las arenas.
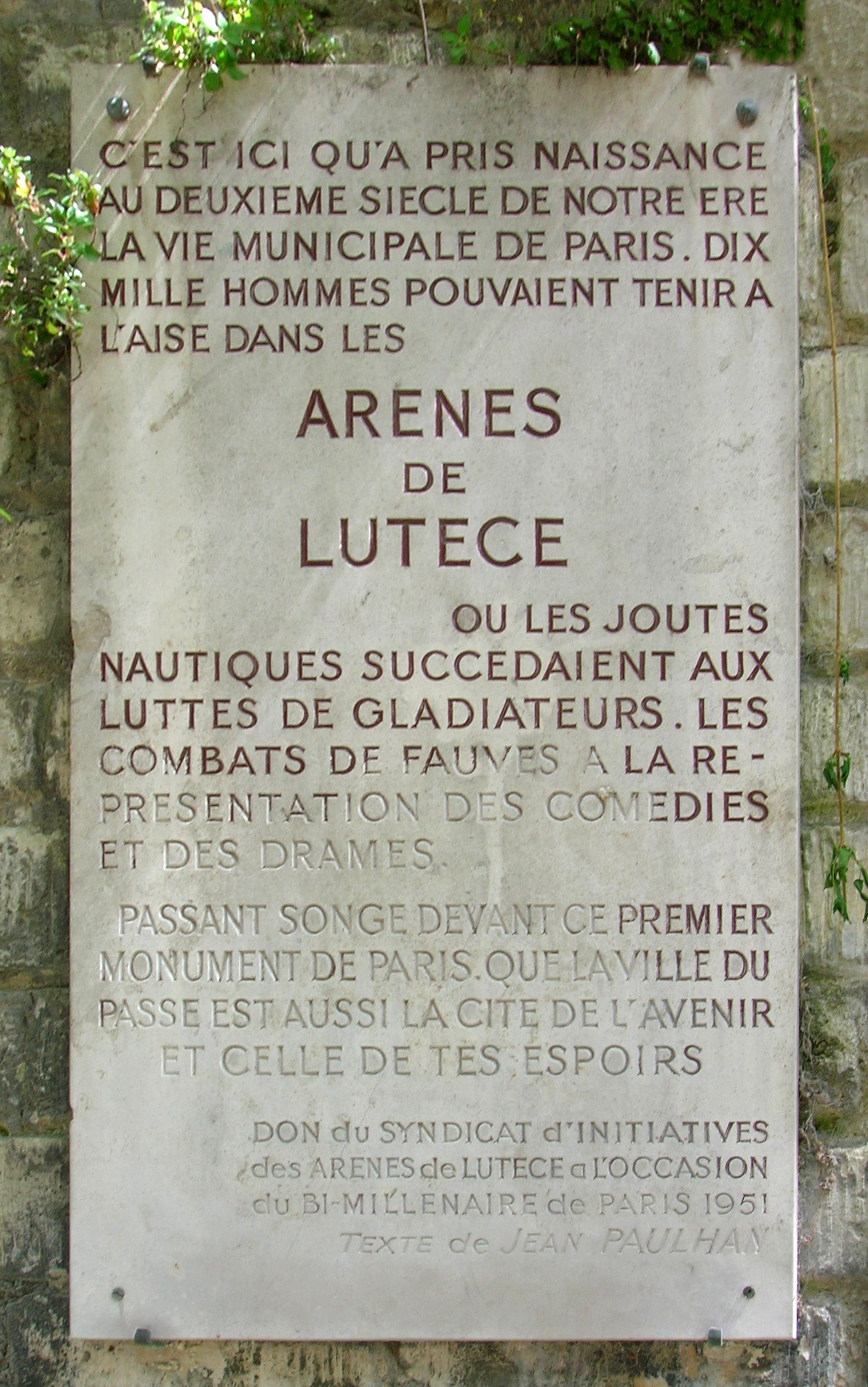
Placa colocada en 1951.